# الحامد (مدينة البيضاء)

تعديل مصدري - تعديل

حارة الحامد هي إحدى حارات مدينة مدينة البيضاء أحد مدن محافظة البيضاء، بلغ تعداد سكانها 202 نسمة حسب تعداد اليمن لعام 2004.